# 補助記憶装置

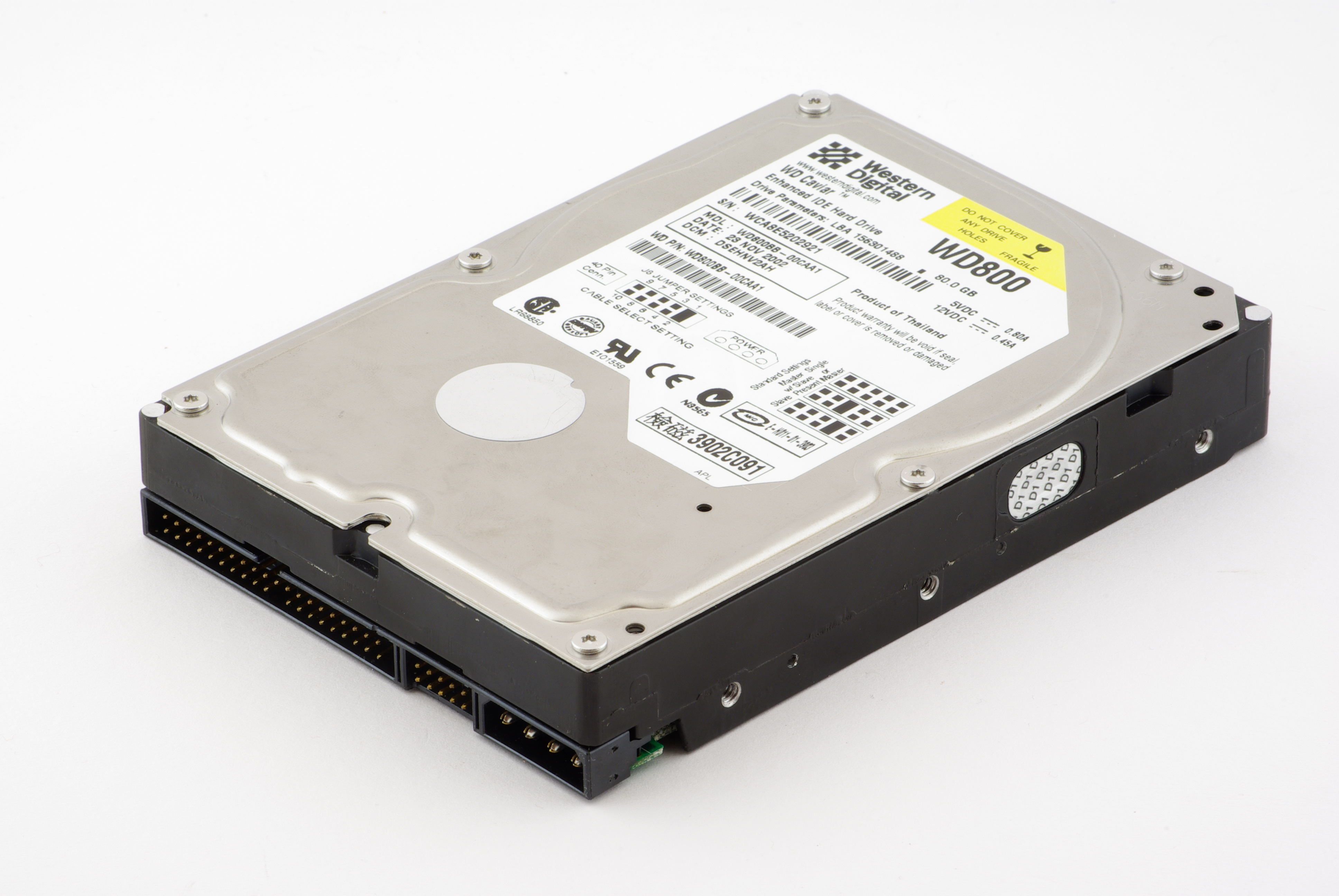
パーソナルコンピュータのハードディスク

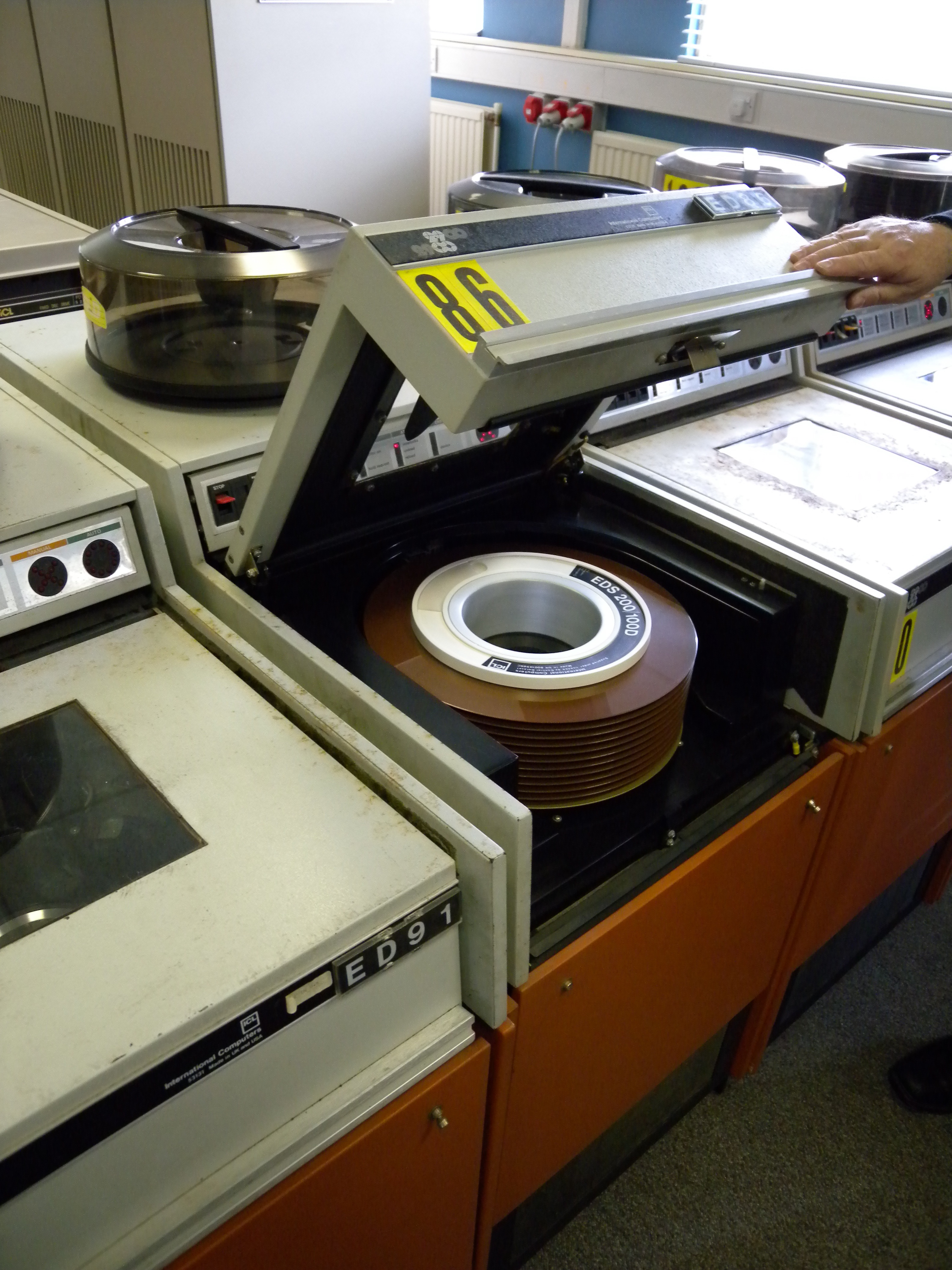
IBMディスクパック

補助記憶装置（ほじょきおくそうち、英: auxiliary storage (device/unit), backing storage, auxiliary memory unit）は、記憶装置の分類で、外部バスに接続され、CPUが入出力命令で操作するものを示す。通例コンピュータで扱うデータを永続化するために使用される不揮発性メモリである。
メインのバスに直接接続され、作業用にデータを一時的に展開する目的で使われる主記憶装置（メインメモリ）と比較すると、低速（高レイテンシかつ低スループット）だが大容量である。二次記憶装置（にじきおくそうち、英: secondary storage (device/unit)）などとも呼ばれる。

## 分類
記録媒体の種類や記録方式、アクセス方式、設置場所、記録媒体が取り外せるか否か、書き換えられるか否か、などの分類がある。なお、以下のいくつかの属性は、「補助」記憶装置に関係なく、記憶装置一般の分類である。以下のリストは、網羅するものではない。
- 読み書きの制限
  - 読み書き自在のもの
  - 書き込み操作や粒度に制限が強いもの（NANDフラッシュなど）
  - 「全部消去して再利用」しかできないもの（CD-RWなど）
  - ライトワンス（Write Once Read Many）
  - リードオンリー（Read only memory）
- シーケンシャルアクセスとランダムアクセス[注釈 1]
- コンピュータに内蔵される「内蔵型」と、コンピュータの外部に置かれる「外付型」があるが、内蔵型のドライブを取り付けて外付型として使うための筐体、といったような商品が市販されており容易に入手可能なことからもわかるように、普通は全く意味のある分類ではない。
- 取付け取外し可能（リムーバブルメディア）か否か
- コンピュータの動作中に取付け取外し（活線挿抜）可能か否か

## ストレージの例
以下のリストは、網羅するものではない。
- 紙テープ
- パンチカード
- 磁気テープ
- バブルユニット
- 磁気バブル
- 磁気コアメモリ
- 磁気ドラムメモリ
- 磁気ディスク
- ハードディスクドライブ
- ソリッドステートドライブ
- 光ディスク
- 光磁気ディスク
- フラッシュメモリ